# Battaglia di Épehy
La battaglia di Épehy è stata una battaglia della prima guerra mondiale combattuta il 18 settembre 1918 tra la 4ª Armata inglese, comandata dal generale Henry Rawlinson) e le posizioni avanzate tedesche davanti alla linea Hindenburg.

## Preludio
Il maresciallo di campo Douglas Haig non era propenso ad effettuare offensive di alcun genere fino all'assalto principale alla linea Hindenburg, influenzato dall'aumento di perdite inglesi nel corso dell'anno - oltre 600 000 morti da marzo, 180 000 dei quali nelle ultime sei settimane. Rawlinson fu frenato e consigliato da Haig di assicurarsi che i suoi uomini fossero ben riposati per l'eventuale attacco alla linea; comunque, quando arrivarono le notizie della vittoria inglese nella battaglia di Havrincourt, Haig cambiò idea. Il 13 settembre, giorno successivo alla vittoria ad Havrincourt, Haig approvò il piano di Rawlinson, che prevedeva di ripulire le posizioni avanzate tedesche poste sul terreno sopraelevato davanti alla linea Hindenburg, ed i preparativi iniziarono.

## Lo scontro
Un numero esiguo di carrarmati poté essere messo a disposizione per l'attacco, per cui si dovette fare affidamento per preparare il terreno, ma nell'interesse del fattore sorpresa non fu effettuato un bombardamento di preparazione. I 1 488 pezzi di artiglieria avrebbero invece sparato salve concentrate di colpi all'ora zero, in modo da supportare la fanteria con un devastante fuoco di sbarramento. L'avanzata sarebbe inoltre stata supportata da 300 mitragliatrici. Tutti e tre i corpi d'armata della 4ª Armata avrebbero partecipato all'attacco, con il V corpo d'Armata della 3ª Armata a coprire il loro fianco sinistro, mentre il fianco destro veniva coperto dalla 1ª Armata francese, comandata da Marie-Eugène Debeney. L'obiettivo consisteva in una zona fortificata profonda circa 3 miglia e lunga 20, supportata da trincee e fortificazioni secondarie. La 2ª e 18ª Armata tedesca difendevano l'area.
L'attacco cominciò alle 5.20 del mattino del 18 settembre. I promessi rinforzi francesi non arrivarono, il che risultò in un successo limitato del IX corpo d'armata su quel lato. Sul fianco sinistro, il III corpo d'armata incontrò difficoltà nell'assalto alle fortificazioni erette al "Knoll", le fattorie Quennemont e Guillemont, che furono difese con determinazione dalle truppe tedesche. La storia fu comunque differente al centro, dove le due divisioni australiane del generale John Monash ottennero una completa ed eclatante vittoria. Queste due divisioni, la 1ª e la 4ª erano forti di circa 6 800 uomini, e nel corso della giornata catturarono 4 243 prigionieri, 76 cannoni, 300 mitragliatrici e 30 mortai da trincea. Esse conquistarono tutti i propri obiettivi ed avanzarono per una lunghezza di tre miglia su un fronte lungo quattro. Le perdite australiane furono 1 260 tra ufficiali e soldati (265 morti, 1 057 feriti, 2 catturati). Questa battaglia vide anche il primo ammutinamento di truppe australiane, quando 119 uomini del 1º battaglione australiano rifiutarono di condurre un attacco che andasse in aiuto di una vicina unità inglese. Invece di essere accusati di diserzione di fronte al nemico, che prevedeva la pena di morte, furono giudicati per "assenza ingiustificata" (tutti i soldati tranne uno furono prosciolti dopo l'armistizio di Compiègne).
L'attacco risultò in una vittoria alleata, e vide la cattura di 11 750 prigionieri e 100 cannoni.

## Conseguenze
Sebbene Épehy non fosse stato un grandissimo successo, gli alleati ne derivarono l'evidenza inequivocabile dell'indebolimento dei tedeschi, e furono incoraggiati ad intraprendere ulteriori azioni (battaglia del canale di St. Quentin), prima che i tedeschi potessero consolidare le proprie posizioni. Comunque, il fallimento del III corpo d'armata inglese nel conquistare il proprio ultimo obiettivo (i villaggi) significò che gli americani coinvolti nella battaglia del canale di St. Quentin) avrebbero avuto un compito difficile.
Qualche tempo dopo questa battaglia, Rawlinson riferì ad Haig che gli ufficiali tedeschi affermavano apertamente che "i loro uomini non volevano più affrontare i soldati australiani", come conseguenza dei loro risultati ad Épehy.